# Jointure fibreuse du thorax
 (juin 2024).
Les jointures fibreuses du thorax sont les liaisons fibreuses entre chaque paire de côtes adjacentes.
Elles sont constituées par les membranes intercostales externes et internes.